# Voïvodie de Biała Podlaska
Pour les articles homonymes, voir Biała Podlaska (homonymie).
La voïvodie de Biała Podlaska (en polonais : województwo bialskopodlaskie) était une unité de division administrative et un gouvernement local de Pologne entre 1975 et 1998. 
Son territoire s'étendait sur 5 348 km2 et il est désormais couvert par la voïvodie de Lublin.
En 1998, la voïvodie comptait 661 400 habitants.
La capitale de la voïvodie était Biała Podlaska.
Cette voïvodie a le pourcentage le plus élevé des Biélorusses ethniques en Pologne.

## Villes
Population au 31 décembre 1998 :
- Biała Podlaska - 59 047
- Międzyrzec Podlaski - 18 274
- Radzyń Podlaski - 16 852
- Parczew - 11 090
- Łosice - 7205
- Terespol - 6002

## Bureaux de district
Sur la base de la loi du 22 mars 1990, les autorités locales de l'administration publique générale,ont créé 3 régions administratives associant une douzaine de municipalités.
Bureau de district de Biała Podlaska
- Gminy

1. Biała Podlaska
2. Hanna
3. Huszlew
4. Janów Podlaski
5. Kodeń
6. Konstantynów
7. Leśna Podlaska
8. Łomazy
9. Łosice
10. Olszanka
11. Piszczac
12. Platerów
13. Rokitno
14. Rossosz
15. Sarnaki
16. Sławatycze
17. Sosnówka
18. Stara Kornica
19. Terespol
20. Tuczna
21. Wisznice
22. Zalesie

- Villes

1. Biała Podlaska
2. Terespol

Bureau de district de Parczew
- Gminy

1. Dębowa Kłoda
2. Jabłoń
3. Milanów
4. Parczew
5. Podedwórze
6. Siemień

Bureau de district de Radzyń Podlaski
- Gminy

1. Czemierniki
2. Drelów
3. Kąkolewnica Est
4. Komarówka Podlaska
5. Międzyrzec Podlaski
6. Radzyń Podlaski
7. Ulan-Majorat
8. Wohyń

- Villes

1. Międzyrzec Podlaski
2. Radzyń Podlaski